# Cophyla tsaratananaensis
Cophyla tsaratananaensis es una especie de anfibio anuro de la familia Microhylidae. Solo se ha encontrado esta especie entre los 1100 y los 2600 m de altitud en la cordillera Tsaratanana en el norte de Madagascar. Se encuentra amenazada de extinción debido a su reducido área de distribución y el calentamiento global es una amenaza potencial muy grave.